# Geneviève Brunet
Cet article concerne une actrice et metteuse en scène française. Pour la coureuse cycliste canadienne, voir Geneviève Robic-Brunet.
Pour les articles homonymes, voir Brunet.
Geneviève Brunet, née Geneviève Yvonne Alberte Brunet le 31 mai 1930 à Alençon et morte le 31 juillet 2025 à La Celle-Saint-Cloud est une actrice française, également metteur en scène.

## Biographie
Elle fut élève au lycée Molière de Paris. Divorcée du comédien Georges Descrières, Geneviève Brunet est la mère de Sylvia Bergé et la sœur jumelle de la comédienne Odile Mallet, donc la belle-sœur du comédien Jean Davy.

## Filmographie

### Cinéma

#### Longs métrages
- 1955 : Les Fruits de l'été de Raymond Bernard
- 1955 : Les Carnets du Major Thompson de Preston Sturges : Ursula Thompson
- 1956 : C'est arrivé à Aden de Michel Boisrond : Margaret
- 1960 : La Corde raide de Jean-Charles Dudrumet : Isabelle
- 1964 : Marie Soleil d'Antoine Bourseiller : la Polonaise / Thérèse
- 1983 : Faux-fuyants d'Alain Bergala et Jean-Pierre Limosin : La bibliothécaire
- 1986 : Prunelles Blues de Jacques Otmezguine : l'infirmière
- 1995 : La Cité des enfants perdus de Marc Caro et Jean-Pierre Jeunet : la Pieuvre
- 1996 : Les Deux papas et la maman de Jean-Marc Longval et Smaïn
- 1998 : Ceux qui m'aiment prendront le train de Patrice Chéreau : Marie-Rose
- 2003 : Sept ans de mariage de Didier Bourdon : la mère d'Ariane
- 2023 : Un petit miracle de Sophie Boudre : Hannah

#### Courts métrages
- 2001 : Les Enfants de la nuit de Sylvain Briend et Thomas Deshays
- 2005 : Cheyenne de Hervé Prat : Elisabeth Le Gouen
- 2012 : Mortelle hospitalité de Sarah Fuentes de Jan Oliver Schroeder
- 2013 : Mrs Aylwood ne veut pas mourir[3] de Johann G. Louis[4] : Susan Aylwood
- 2018 : Le Malheur des autres de Barbara Schulz : la dame à l'arrosoir
- 2024 : The Door de Christophe Lenoir : la juge

### Télévision
- 1962 : Les Célibataires de Jean Prat (téléfilm) : Simone
- 1967 : Mathilde de Georges Lacombe (mini-série) : Ursule
- 1967 : Signé Alouette de Jean Vernier (série télévisée) (5 épisodes) : Marylaine de Saint-Aigle
- 1969 : Au théâtre ce soir (programme télévisé) (Le Système deux : Si j'étais moi de Georges Neveux, filmé par Pierre Sabbagh) : Pauline
- 1971 : Les Nouvelles Aventures de Vidocq de Marcel Bluwal (série télévisée) (épisode Les Chevaliers de la nuit) : Madame de Rémusat
- 1973 : La Bonne conscience de Gilles Katz (téléfilm)
- 1976 : Marions les vivantes ! de Gilles Grangier (téléfilm) : Marcellina
- 1978-1982 : L'Île aux enfants de Christophe Izard (émission de télévision) : Albertine
- 1979 : Les Amours de la Belle époque (série télévisée) (épisode 4 Le Mariage de Chiffon d'Agnès Delarive)
- 1980 : Au théâtre ce soir (programme télévisé) (Un jour j'ai rencontré la vérité de Félicien Marceau, filmé par de Pierre Sabbagh) : Gisèle
- 1981 : Ce monde est merveilleux de Guy Jorré (téléfilm) : Marie-Pierre
- 1981 : Madame Sans-Gêne d'Abder Isker (téléfilm) : Elisa
- 1983 : Tante Blandine de Guy Jorré (téléfilm) : Mathilde
- 1983 : Les Nouvelles Brigades du Tigre (série télévisée) (saison 6, épisode 6 Lacs et entrelacs de Victor Vicas) : Madame Desfossés
- 1983 : Deux amies d'enfance de Nina Companeez (mini-série) : Marthe
- 1984 : Les Amours romantiques (série télévisée) (épisode Laure et Adriani de Gérard Espinasse) : Marquise de Monteluz
- 1984 : Au théâtre ce soir (programme télévisé) (Nono de Sacha Guitry, filmé par Pierre Sabbagh) : Madame Weiss
- 1985 : Coup de soleil de Paul Robin Banhaïoun (téléfilm) : Brigitte
- 1986 : Une femme innocente de Pierre Boutron (téléfilm)
- 1987 : Les Cinq Dernières Minutes (série télévisée) (épisode La Peau du rôle de Guy Jorré) : Nathalie)
- 1990 : La Menteuse de Patrick Bureau (téléfilm) : Isabelle
- 1991 : Marc et Sophie (série télévisée) (saison 4, épisode 38 Vol au-dessus d'un nid que loups louent de Didier Albert) : Madame Pinton
- 1991 : Aldo tous risques (série télévisée) (épisode Mascarade de Michel Lang et Michel Wyn) : Madame Heurtebis
- 1998 : Marie Fransson (mini-série) (épisode 1 Un silence si lourd de Jean-Pierre Prévost) : Soeur Bonnefon
- 2009 : R.I.S. Police scientifique (série télévisée) (saison 5, épisode 6 Les Fleurs du mal de Jean-Marc Thérin) : Annette
- 2010 : R.I.S. Police scientifique (série télévisée) (saison 5, épisode 15 Retraite anticipée) : Adelaïde Perec
- 2013 : Commissaire Magellan (série télévisée) (épisode 10 Room service de Hervé Brami) : Nicole

## Théâtre

### Comédienne
- 1954 : Frère Jacques d'André Gillois, mise en scène Fernand Ledoux, Théâtre des Célestins
- 1956 : Pauvre Bitos ou le Dîner de têtes de Jean Anouilh, mise en scène de l'auteur et Roland Piétri, Théâtre Montparnasse
- 1957 : Pauvre Bitos ou le Dîner de têtes de Jean Anouilh, mise en scène de l'auteur et Roland Piétri, Comédie des Champs-Élysées
- 1960 : Le Jeu des dames de Albert Willemetz et Georges Manoir, mise en scène Henri Soubeyran, Théâtre Moderne
- 1960 : Souper intime de Yves Chatelain, mise en scène Jean-Paul Cisife, Théâtre de l'Œuvre
- 1961 : La Peau de singe de Christine Arnothy, mise en scène François Maistre, Théâtre La Bruyère
- 1961 : Les Rustres de Carlo Goldoni, mise en scène Roger Mollien et Jean Vilar, Festival d'Avignon
- 1962 : La guerre de Troie n'aura pas lieu de Jean Giraudoux, mise en scène Jean Vilar, Festival d'Avignon
- 1962 : Les Rustres de Carlo Goldoni, mise en scène Roger Mollien et Jean Vilar, Festival d'Avignon
- 1963 : Le Glorieux de Philippe Néricault Destouches, mise en scène Jean-Paul Roussillon, Théâtre de l'Ambigu
- 1965 : La Seconde Surprise de l'amour de Marivaux, mise en scène Maurice Guillaud, Festival du Marais
- 1965 : Au revoir Charlie de George Axelrod, mise en scène François Périer, Théâtre des Ambassadeurs, Théâtre des Célestins, tournées Karsenty
- 1968 : Au théâtre ce soir : Le Système Deux de Georges Neveux, mise en scène René Clermont, réalisation Pierre Sabbagh, Théâtre Marigny
- 1969 : Un jour j'ai rencontré la vérité, de Félicien Marceau, mise en scène André Barsacq, Théâtre des Célestins
- 1969 : Occupe-toi d'Amélie de Georges Feydeau, mise en scène Jacques Charon, Théâtre de la Madeleine
- 1972 : Clérambard de Marcel Aymé, mise en scène Jean-Paul Cisife
- 1972 : Le Voyageur sans bagage de Jean Anouilh
- 1975 : L'Arrestation de Jean Anouilh, mise en scène Jean Anouilh et Roland Piétri, Théâtre de l'Athénée
- 1976 : Lorenzaccio d'Alfred de Musset, mise en scène Pierre Vielhescaze, Tréteaux de France
- 1979 : Au théâtre ce soir : Un jour j'ai rencontré la vérité de Félicien Marceau, mise en scène Raymond Gérôme, réalisation Pierre Sabbagh, Théâtre Marigny
- 1980 : Une chambre pour enfant sage de Didier Decoin, mise en scène Pierre Vielhescaze, Théâtre Tristan Bernard
- 1982 : Coup de soleil de Marcel Mithois, mise en scène Jacques Rosny, Théâtre Antoine
- 1984 : Au théâtre ce soir : Nono de Sacha Guitry, mise en scène Robert Manuel, réalisation Pierre Sabbagh, Théâtre Marigny
- 1987 : La Menteuse de Jean-Jacques Bricaire et Maurice Lasaygues, mise en scène René Clermont, Théâtre Marigny
- 1987 : Le Pyromane de Jean-Marie Pélaprat, mise en scène Francis Joffo, Petit Odéon
- 1993 : L'Aiglon d'Edmond Rostand, mise en scène Jean Danet, Tréteaux de France
- 1994 : Le Songe d'une nuit d'été de William Shakespeare, mise en scène Marc Renaudin, Tréteaux de France
- 1999 : Britannicus de Racine, mise en scène Jean-Luc Jeener, Théâtre du Nord-Ouest
- 2001 : Légendes de la forêt viennoise d'Ödön von Horváth, mise en scène Laurent Gutmann, Théâtre de la Cité internationale, Théâtre national de Strasbourg

### Comise en scène
Elle a collaboré à la plupart des mises en scène de sa sœur Odile Mallet :
- 1983 : Amphitryon 38 de Jean Giraudoux, mise en scène Odile Mallet et Geneviève Brunet, Festival de Bellac
- 1984 : Sodome et Gomorrhe de Jean Giraudoux, mise en scène Odile Mallet et Geneviève Brunet, Festival de Bellac
- 1985 : La guerre de Troie n'aura pas lieu de Jean Giraudoux, mise en scène Odile Mallet et Geneviève Brunet, Festival de Bellac
- 1986 : Siegfried de Jean Giraudoux, mise en scène Odile Mallet et Geneviève Brunet, Festival de Bellac
- 1988 : Électre de Jean Giraudoux, mise en scène Odile Mallet et Geneviève Brunet, Festival de Bellac
- 1989 : Électre de Jean Giraudoux, mise en scène Odile Mallet et Geneviève Brunet, Festival de Bellac
- 1990 : Tessa, la nymphe au cœur fidèle adaptation Jean Giraudoux d'après Basil Dean et Margaret Kennedy, mise en scène Odile Mallet et Geneviève Brunet, Festival de Bellac
- 2000 : Judith de Jean Giraudoux, mise en scène Odile Mallet et Geneviève Brunet, Festival de Bellac
- 2003 : L'Apollon de Bellac et L'Impromptu de Paris de Jean Giraudoux, mise en scène Odile Mallet et Geneviève Brunet, Théâtre du Nord-Ouest
- 2005 : La Cuisine des anges d'Albert Husson, mise en scène Odile Mallet et Geneviève Brunet, Théâtre de Nesle
- 2006 : Pour Lucrèce de Jean Giraudoux, mise en scène Odile Mallet et Geneviève Brunet, Théâtre 14 Jean-Marie Serreau
- 2008 : La Barque sans pêcheur d'Alejandro Casona
- 2008 : Les Chaises d'Eugène Ionesco, mise en scène Odile Mallet et Geneviève Brunet, Théâtre Essaïon
- 2009 : Les Fourberies de Scapin de Molière, mise en scène Assane Timbo, Théâtre du Nord-Ouest
- 2012 : Électre, L'Apollon de Bellac et L'Impromptu de Paris de Jean Giraudoux, mise en scène Odile Mallet et Geneviève Brunet, Théâtre du Nord-Ouest
- 2013 : Les Imposteurs de Betty Moore, mise en scène avec Odile Mallet, Théo-Théâtre
- 2022 : La Nuit des rois de William Shakespeare, mise en scène Odile Mallet, Vincent Gauthier et Geneviève Brunet, Théâtre du Nord-Ouest